# Hong Kum-song
Hong Kum-song (홍금성?; Pyongyang, 3 giugno 1990) è un ex calciatore nordcoreano, di ruolo centrocampista.

## Carriera

### Club
Ha giocato nella prima divisione nordcoreana, in quella lettone ed in quella cambogiana.

## Palmarès

### Club

#### Competizioni nazionali
- Campionato nordcoreano: 3

April 25: 2008, 2010, 2013